# Тадазуни
Тадазуни (итал. Tadasuni) је насеље у Италији у округу Ористано, региону Сардинија.
Према процени из 2011. у насељу је живело 198 становника. Насеље се налази на надморској висини од 188 м.

## Становништво
Према резултатима пописа становништва 2011. у општини је живело 184 становника.
| 1931. | 1936. | 1951. | 1961. | 1971. | 1981. | 1991. | 2001. | 2011. |
| ----- | ----- | ----- | ----- | ----- | ----- | ----- | ----- | ----- |
| 432   | 440   | 416   | 389   | 295   | 258   | 216   | 198   | 184   |